# Perina tamsi
Perina tamsi är en fjärilsart som beskrevs av Collenette 1949. Perina tamsi ingår i släktet Perina och familjen tofsspinnare. Inga underarter finns listade i Catalogue of Life.